# А. С. А. Гаррісон
А. С. А. Гаррісон (англ. A. S. A. Harrison; 7 березня 1948) — канадська письменниця, яка насамперед відома своїм психологічним трилером «Мовчазна дружина» (2013), який вона написала незадовго до власної смерті.

## Біографія
Народилася 1948 року в Канаді та більшу частину свого життя прожила в Торонто. Перебувала у шлюбі з візуальним художником Джоном Мессі. Заявила про себе в мистецьких колах столиці, співпрацюючи з Маргарет Драгу в галузі перформансу. У 70-х та 80-х роках працювала у деяких видавництвах, а згодом спробувала себе й у ролі редакторки.
1974 року опублікувала збірку жіночих інтерв'ю «Оргазми». У співпраці з Драгу також видала книгу есеїв «Одкровення» (1987), де зачепила тему стриптизу. Ба більше, будучи активісткою за права тварин, видала гумористичну книгу про котячу астрологію — «Зодікіт говорить» (1996), а 2005 року світ побачила книга «Змінюючи розум, зціляючи тіло», яка містила тематичні дослідження з психотерапії.
У червні 2013 року в світ вийшов перший роман письменниці у жанрі психологічного трилера — «Мовчазна дружина», який отримав позитивну оцінку критиків. Твір досліджує повільний занепад подружнього життя, тому його часто відносять до піджанру нуару на сімейну тематику. Невдовзі після написання книги письменниця померла від раку (14 квітня 2013 року). В останні місяці свого життя вона працювала над ще одним трилером, який так і не закінчила.

## Твори

### Нехудожня література
- Lena (1970) — «Лена»;
- Orgasms (1974) — «Оргазми»;
- Revelations (1987; у співавторстві з Маргарет Драгу) — «Одкровення»:
- Zodicat Speaks (1996) — «Зодікіт говорить»;
- Changing the Mind, Healing the Body (2005; у співпраці з Еллі Розель) — «Змінюючи розум, зціляючи тіло».

### Романи
- The Silent Wife (2013) — «Мовчазна дружина».

## Українські переклади
- А. С. А. Гаррісон. Мовчазна дружина. — К. : КМ-Букс, 2017. — 312 с. — ISBN 978-617-7498-08-6.